# Cevins
Cevins – miejscowość i gmina we Francji, w regionie Owernia-Rodan-Alpy, w departamencie Sabaudia.
Według danych na rok 1990 gminę zamieszkiwało 651 osób, a gęstość zaludnienia wynosiła 20 osób/km² (wśród 2880 gmin regionu Rodan-Alpy Cevins plasuje się na 1021. miejscu pod względem liczby ludności, natomiast pod względem powierzchni na miejscu 180.).
Przez gminę przepływa rzeka Isère. 